# Asprox
Asprox — ботнет, впервые появившийся в 2007 году. Первоначально был создан для кражи банковской информации, позднее был модифицирован для рассылки фишинговых писем, заражения известных веб-сайтов и распространения вредоносных программ. В январе 2015 года ботнет внезапно перестал функционировать. Всего за время существования ботнета было заражено более полумиллиона страниц.

## Схема работы ботнета
Первоначально Asprox являлся троянской программой, сделанной для кражи банковской информации. Спустя некоторое время был модифицирован для рассылки фишинговых писем. В 2008 году он был модифицирован ещё раз, на этот раз он начал заражать широко известные ASP-веб-сайты, использующие Microsoft SQL Server с помощью SQL-инъекций. Примечательно, что ботнет искал уязвимые сайты через обычный поисковик Google. При переходе на заражённый сайт пользователя перенаправляло на вредоносный сайт, через который на устройство жертвы скачивается Asprox и ряд других вредоносных программ. Среди них, к примеру, вредоносная программа Kuluoz, начавшая своё распространение по ботнету в 2014 году.
Среди на тот момент часто посещаемых веб-сайтов ботнетом были заражены сайт Adobe seriousmagic.com и сайт PlayStation.
Asprox также распространялся через электронную почту, рассылая письма с вредоносными вложениями от якобы таких компаний, как FedEx и American Airlines.